# Edith Rode
Edith Rode, née le 23 février 1879 à Copenhague (Danemark) et morte le 3 septembre 1956 à Frederiksberg, est une écrivaine, journaliste, scénariste et poétesse danoise, épouse du poète Helge Rode, et mère de l’acteur Ebbe Rode.

## Œuvres
- Misse Wichman (1901) – publié sous le nom d'Edith Nebelong
- Maja Engell (1901) – publié sous le nom d'Edith Nebelong
- Gold (1902)  publié sous le nom d'Edith Nebelong
- Tilfredse hjerter (1905)
- Grazias kærlighed (1910)
- Af kundskabens træ (1912)
- Sejren (skuespil, 1913)
- Pige (1914)
- En ensom kvinde (scénario, 1917)
- Digte: gamle og nye (poème, 1920)
- Digte (poème, 1920)
- Den tunge dør (nouvelle, 1922)
- Det bittersøde æble (nouvelle, 1926)
- Rom i en nøddeskal (1926)
- Den unge olding (roman, 1927) – publié sous le nom d'Edith Nebelong
- Paris i en nøddeskal (rejsebog, 1926)
- Afrodite smiler (1929)
- John Piccolo arver 60 millioner dollar (1932)
- København i en nøddeskal (1934)
- Mennesker i Mondo (1935)
- Den gyldne bog om danske kvinder (1941)
- De tre små piger (nouvelle, 1943)
- J.e.d.: En roman i breve (roman, 1943)
- Livets ekko (nouvelle, 1944)
- Smørrebrød og koldt bord (livre de cuisine, 1946) – avec Asta Bang
- Idyllen: Vaudeville uden sang (1947)
- Store kvinder (1947)
- Hvor er far? (scénario, 1948) – avec Charles Tharnæs
- Livskunst uden filosofi (1948)
- Middage til hverdag og fest (livre de cuisine, 1948) – avec Asta Bang
- I tidens klog (nouvelle, 1949)
- Små børn og store (nouvelle, 1950)
- Der var engang: Et kig tilbage (1951)
- Husmødrenes kogebog (livre de cuisine, 1952)
- På togt i erindringen (autobiographie, 1953)
- Spis fransk. Halvandet hundrede franske retter (livre de cuisine, 1956) – avec Asta Bang
- På rejse i livet (autobiographie, 1957)

## Filmographie
- 1917 : En ensom Kvinde
- 1948 : Hvor er far? de Charles Tharnæs